# 29 (getal)
29 (negenentwintig) is het natuurlijk getal volgend op 28 en voorafgaand aan 30.

## In de wiskunde
- 29 is het tiende priemgetal, en ook een primoriaal priemgetal.
- Het volgende priemgetal tevens primoraal priemgetal is eenendertig, met welke 29 een priemtweeling vormt.
- 29 is een viervoud plus 1, zodat dit priemgetal volgens de stelling van Fermat over de som van twee kwadraten kan worden geschreven als de som van twee kwadraten: {\displaystyle (2^{2}+5^{2})}.
- Negenentwintig is een Sophie Germainpriemgetal.
- Het is de som van drie kwadraten, {\displaystyle 2^{2}+3^{2}+4^{2}}.
- Het is een Lucasgetal, een Pellgetal, een Markovgetal en een tetranaccigetal.
- Geen van de eerste 29 natuurlijke getallen hebben meer dan twee verschillende priemfactoren. Dit is de langste reeks met die eigenschap.
- Negenentwintig is het aantal getallen dat in de 290-stelling gecontroleerd moet worden om uit te maken of een positief definiete kwadratische vorm met geheeltallige coëfficiënten alle positieve gehele getallen representeert.

## In natuurwetenschap
- Het atoomnummer van koper (Cu)

## Muziek
- "$29.00", een lied op het album Blue Valentine van Tom Waits.
- een album van Ryan Adams
- het spoor waarvandaan de Chattanooga Choo Choo trein vertrekt in het nummer van Glenn Miller
- "29", een nummer van Lloyd Cole
- aantal attributen volgens de The Strokes in You Only Live Once.

## Overig
Negenentwintig is:
- Het aantal dagen dat februari heeft in schrikkeljaren.
- Het aantal letters in de Finse, Zweedse, Deense en Noorse, alsook Turkse alfabetten.
- De jaren 29 B.C. en A.D. 29. Daarnaast ook 1929, 1829, et cetera, wanneer duidelijk is welke eeuw er bedoeld wordt.

## In het Nederlands
Negenentwintig is een hoofdtelwoord.